# Salpinga dimorpha
Salpinga dimorpha är en tvåhjärtbladig växtart som först beskrevs av Henry Allan Gleason, och fick sitt nu gällande namn av John Julius Wurdack. Salpinga dimorpha ingår i släktet Salpinga och familjen Melastomataceae. Inga underarter finns listade i Catalogue of Life.